# راچا
راچا (به صربی: Rača) یک شهرستان در صربستان است که در شومادئیا و صربستان غربی واقع شده‌است. راچا ۱۴۰ متر بالاتر از سطح دریا واقع شده‌است.